# Hofgericht
Das Hofgericht war im Mittelalter und der Frühen Neuzeit das höchste landesherrliche Gericht in den meisten Territorien des Deutschen Reiches. Es war vor allem Zivilgericht. Hofgerichte existierten an den Höfen der weltlichen und geistlichen Territorialherrschaften und am Hof des Kaisers. Ab dem 19. Jahrhundert waren Gerichte mit dieser Bezeichnung in der Regel Gerichte zweiter Instanz. Die obersten Gerichte in den Ländern hatten nun oft die Bezeichnung „Oberhofgericht“.
Außerdem wurden auch regionale Gerichte der niederen Gerichtsbarkeit, oft auf einer Burg, als Hofgericht bezeichnet.

## Strukturen
Weil der König und später auch die Fürsten qua Amt oberste Richter ihrer Untertanen waren, konnten sie eigene Gerichte bilden. Das Hofgericht war damit getrennt von den Landgerichten, die Angelegenheiten des Adels, der Freien und der niederen Bevölkerung als Gerichtsgemeinde bildeten. 

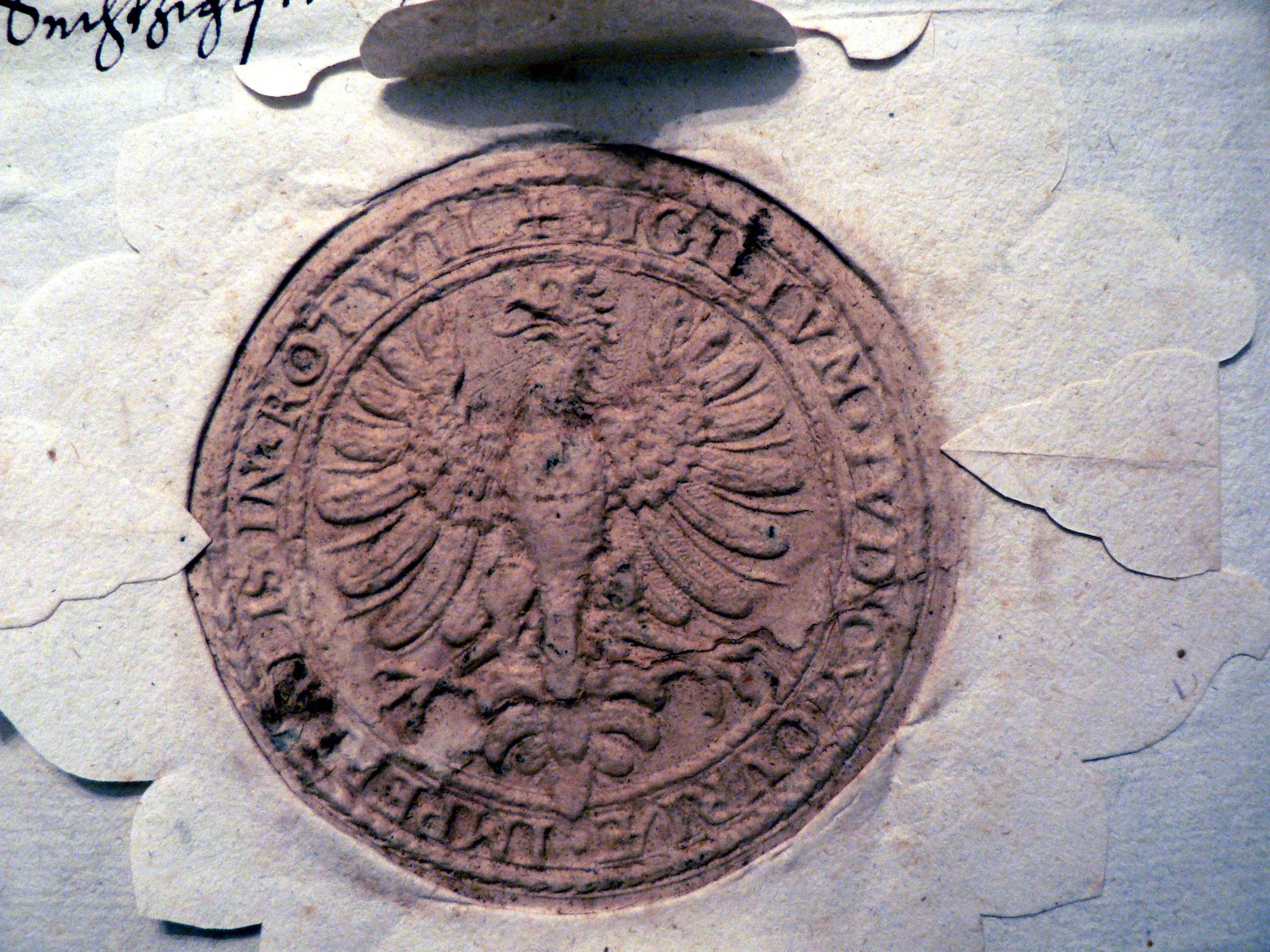
Rottweil’sches Hofgerichtssiegel auf einer Urkunde anno 1661

- Das Hofgericht war vor allem der Gerichtsstand für alle Personen, die dem Hof zugehörten, denn der fürstliche Haushalt war gegenüber dem Landgericht exemt (unabhängig).
- Gläubiger konnten ihre Schulden eintreiben lassen. Das Hofgericht konnte Schuldner bestrafen und dem Gläubiger den Besitz des Schuldners zuweisen. Zum Teil wurden auch Städte geächtet.
- Das Hofgericht war in vielen Territorien auch Berufungsinstanz für Einsprüche aus Landgerichtsprozessen.
- Das Hofgericht hatte auch notarielle Funktionen und beurkundete Verträge der freiwilligen Gerichtsbarkeit, wie Testamente, Erbverträge, Kaufverträge, Tauschverträge und Schenkungen. Besonders im 14. und 15. Jahrhundert stand das Hofgericht für seine notarielle Funktion in hohem Ansehen.

## Kaiserliches und königliches Hofgericht
Wie die Könige der Franken, so übten auch die deutschen Kaiser das ihnen zustehende höchste Richteramt an ihrem Hofe aus. Hier führten sie selbst oder ein von ihnen bestimmter Vertreter den Vorsitz, während die das Urteil aussprechenden Mitglieder aus der jeweiligen Umgegend bestellt wurden.
Das Reichshofgericht wanderte mit dem Kaiser und hatte keine feste Organisationsform, selbst nachdem Friedrich II. im Jahre 1235 mit der Einrichtung des Königlichen Hofgerichtes das Amt eines ständigen Hofrichters geschaffen hatte.
Das kaiserliche Hofgericht war prinzipiell zuständig für alle Streitigkeiten der Reichsunmittelbaren, die nicht vor ein Landgericht gerufen werden konnten.
Das königliche Hofgericht konnte jeden Rechtsstreit von den unteren Gerichten an sich ziehen und entscheiden. Es war dabei nur durch die Privilegia de non evocando eingeschränkt.
Bei Verhinderung oder beim Tod des Kaisers trat das Reichsvikariatsgericht an die Stelle des Reichshofgerichts. Seit 1415 trat das vom Kaiser aus Hofmeister und Räten gebildete Kammergericht an die Seite des Reichshofgerichts. Ab 1450 ersetzte das Kammergericht diese Einrichtung, bis zur Schaffung des Reichskammergerichts im Jahr 1495. Kurze Zeit später kam ergänzend der Reichshofrat hinzu, der neben seinen anderen Aufgaben ebenfalls die Rechtsprechung im Reich übte.
Die Urteilsverkündigungen des Hofgerichts fanden immer freitags statt, unter Geschützdonner und Trommelwirbel.

## Landesherrliche Hofgerichte
Auch diese Gerichte traten nur im Bedarfsfall zusammen. Vorsitz hatte der Landesfürst oder ein von ihm bestimmter Stellvertreter. Als Urteilsfinder dienten üblicherweise Angehörige des Hofes, fürstliche Räte und andere Freie. Zu einer festen Organisation kam es erst im 15. Jahrhundert, und im 16. Jahrhundert wurden die landesherrlichen Hofgerichte nach dem Muster des Reichskammergerichts vervollkommnet.

## Hofgerichte (Auswahl)
- Großherzogtum Baden

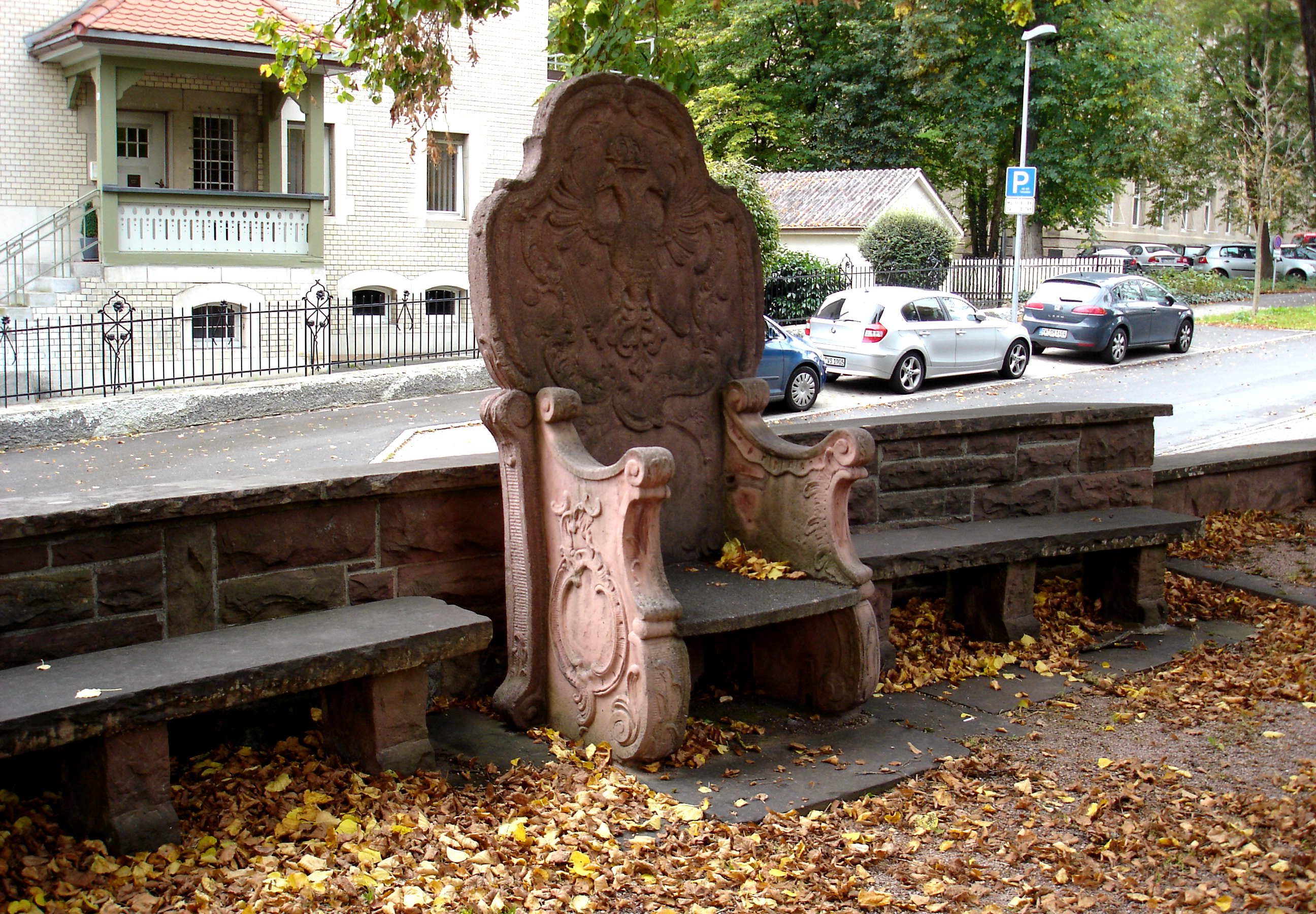
Hofgerichtsstuhl in Rottweil von 1781 (Kopie)

  - Hofgericht Meersburg, 1813–1836, eines der vier Hofgerichte
  - Hofgericht Mannheim, Unterrheinkreis

- Königreich Bayern
  - Hofgericht Bamberg, 1803–
  - weitere Hofgerichte

- Landgrafschaft Hessen
  - Hofgericht Marburg

- Landgrafschaft Hessen-Darmstadt, dann Großherzogtum Hessen

  - Hofgericht Darmstadt für die Provinz Starkenburg, bis 1879
  - Hofgericht Gießen für die Provinz Oberhessen bis 1879
  - Hofgericht Arnsberg für das Herzogtum Westfalen, 1802 bis 1815

- Fürstentum Lippe
  - Lippisches Hofgericht, 1593–1879

- Mecklenburgische Herzogtümer (gemeinsam)
  - Land- und Hofgericht Güstrow
  - Land- und Hofgericht Parchim
  - Land- und Hofgericht Sternberg

- Herzogtum Nassau
  - Hofgericht Dillenburg

- Herzogtum Pommern
  - Hofgericht Greifswald, für Schwedisch-Pommern
  - Hofgericht Köslin, Hinterpommern
  - Hofgericht Wolgast

- Herzogtum Preußen, dann Königreich Preußen
  - Hofgericht Königsberg, 1506–1782

- Kurfürstentum Sachsen
  - Oberhofgericht Leipzig
  - Hofgericht Wittenberg

- Herzogtum Schwaben
  - Kaiserliches Hofgericht Rottweil

- Herzogtum Württemberg
  - Württembergisches Hofgericht Stuttgart